# Бегунковые колёсные пары

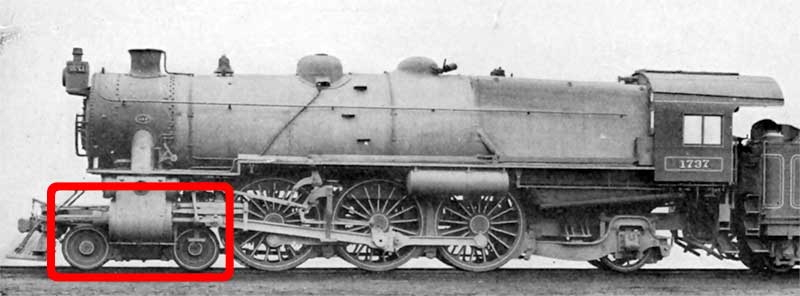
Бегунковые колёсные пары (обведены) паровоза типа 2-3-1

Бегунковые колёсные пары (бегунковые оси или более коротко — бегунок) — свободные (то есть на них не передаются тяговые усилия от тяговых двигателей) колёсные пары, расположенные перед движущими колёсными парами. Служат для разгрузки передней части локомотива, а также для улучшения вписывания локомотива в кривые.
Так как по условиям вписывания в кривые бегунковые оси должны иметь значительное отклонение от средней оси локомотива, то их чаще всего помещают на поворотную тележку (которая называется бегунковой), способную перемещаться в поперечном направлении относительно рамы локомотива.